# Vajk (város)
Vajk (örményül: Վայք) település Örményországban, Vajoc Dzor tartományban.

## Fekvése
Vajk a fővárostól, Jerevántól 140 km-re délre, a Goris felé vezető út mentén fekvő település. Vajoc Dzor tartomány központjától, Jehegnadzortól közúton 20 km-re délkeletre található.

## Nevének eredete
A bánatot jelentő Vajk név a történelmi Szjunik tartomány Vajoc Dzor régiójának nevéből ered, melynek jelentése bánat völgye.

## Történelem

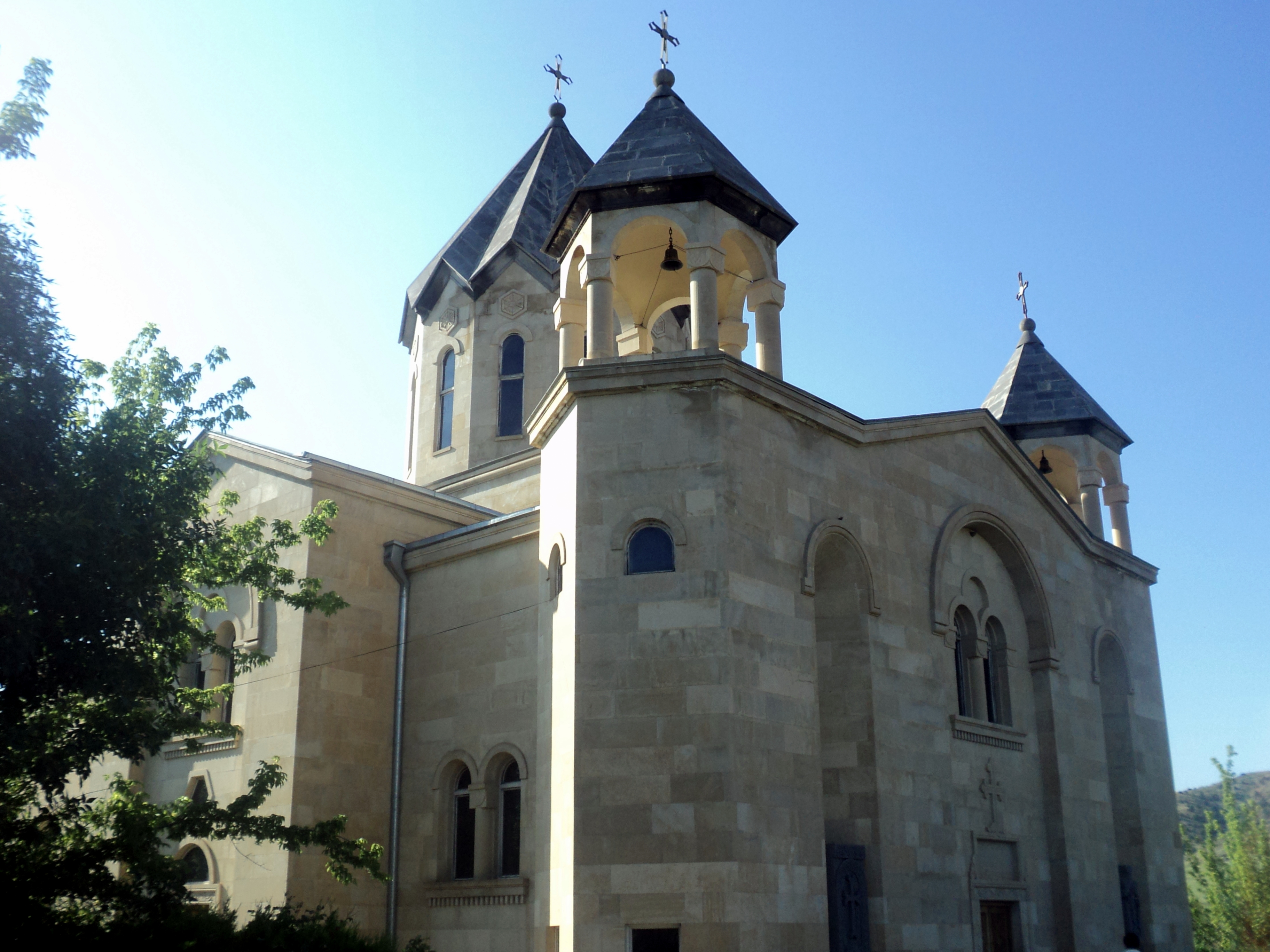
Szent Trdat-templom

Vajk területe az ókori Armenia Magna Szjunik tartományának Vajoc Dzor kantonjához tartozott; a tartományt a Szúnia-dinasztia irányította.
A 16. század elején Kelet-Örményország szafavida perzsa uralom alá került. A mai Vajk területe a jereváni bejler-bej területe volt, majd később a Jereváni Kánság részévé vált. A 16. és 17. század közötti időszakot Vajoc Dzor története legsötétebb időszakának tekintik. A régió gyakran vált csatatérré a török és az iráni törzsek támadó csapatai között. Ennek eredményeként számos jelentős műemlék és virágzó falu pusztult el, lakossága elhagyta. 1747-ben a régió az újonnan alakult Nahicseváni Kánság részévé vált.
Az 1826–28-as orosz–perzsa háborút követően 1828-ban az Orosz Birodalom és Perzsia között aláírt turkmencsaji szerződés eredményeként Kelet-Örményország számos területe – beleértve Vajoc Dzort is – az Orosz Birodalom részévé vált. 1828–30 között Salmas és Khoy iráni városokból sok örmény család telepedett le Kelet-Örményországban, különösen azokon a területeken, amelyek később, 1840-ben a Jereváni Kormányzóság részévé váltak. Az örmény telepesek első hulláma Vajoc Dzor régióba érkezett, 1828-29-ben megalakítva Soylan kis vidéki közösségét a mai Vajk területén. 1870-ben a település a Jereváni Kormányzóság újonnan alapított Sharur-Daralagezsky ujezdjének részévé vált.
Örményország 1918 és 1920 közötti rövid ideig tartó függetlensége után a régió a szovjet uralom elleni ellenállás egyik fő központjává és 1921-ben Garegin Nzhdeh vezetésével a hivatalosan el nem ismert Hegyvidéki Örményország részévé vált.
Soylan 1931-ben lett az újonnan alakult Azizbekov rajon központja. 1956-ban városi típusú település státuszt kapott, és Azizbekovnak nevezték át Mesadi Azizbekov tiszteletére. 1973-ban nyílt meg a Jermuk ásványvízgyár fióktelepe Azizbekovban.
Azizbekovot 1990. november 23-án Vajknak nevezték át. 1995-ben a település az újonnan elfogadott közigazgatási reformok szerint városi jogállást kapott Vajoc Dzor tartományban.

## Földrajza
Vajk 1300 m tengerszint feletti magasságban fekszik az Arpa folyó bal partján, északnyugatról a Yeghegis-hegységgel, délről a Vajk-hegységgel körülvéve.
A várost hideg és havas telek, valamint enyhe hideg nyarak jellemzik.

## Demográfia
Vajkot nagyrészt az örmény apostoli ortodox egyházhoz tartozó etnikai örmények lakják. A vajki gyülekezet szabályozó testülete a Jehegnadzorban található Vajoc Dzor egyházmegye.

## Nevezetességek
- Szent Trdat-templom

## Fordítás
- Ez a szócikk részben vagy egészben  a   Vayk című angol Wikipédia-szócikk fordításán alapul.  Az eredeti cikk szerkesztőit annak laptörténete sorolja fel. Ez a jelzés csupán a megfogalmazás eredetét és a szerzői jogokat jelzi, nem szolgál a cikkben szereplő információk forrásmegjelöléseként.